# Pinguim-gentoo

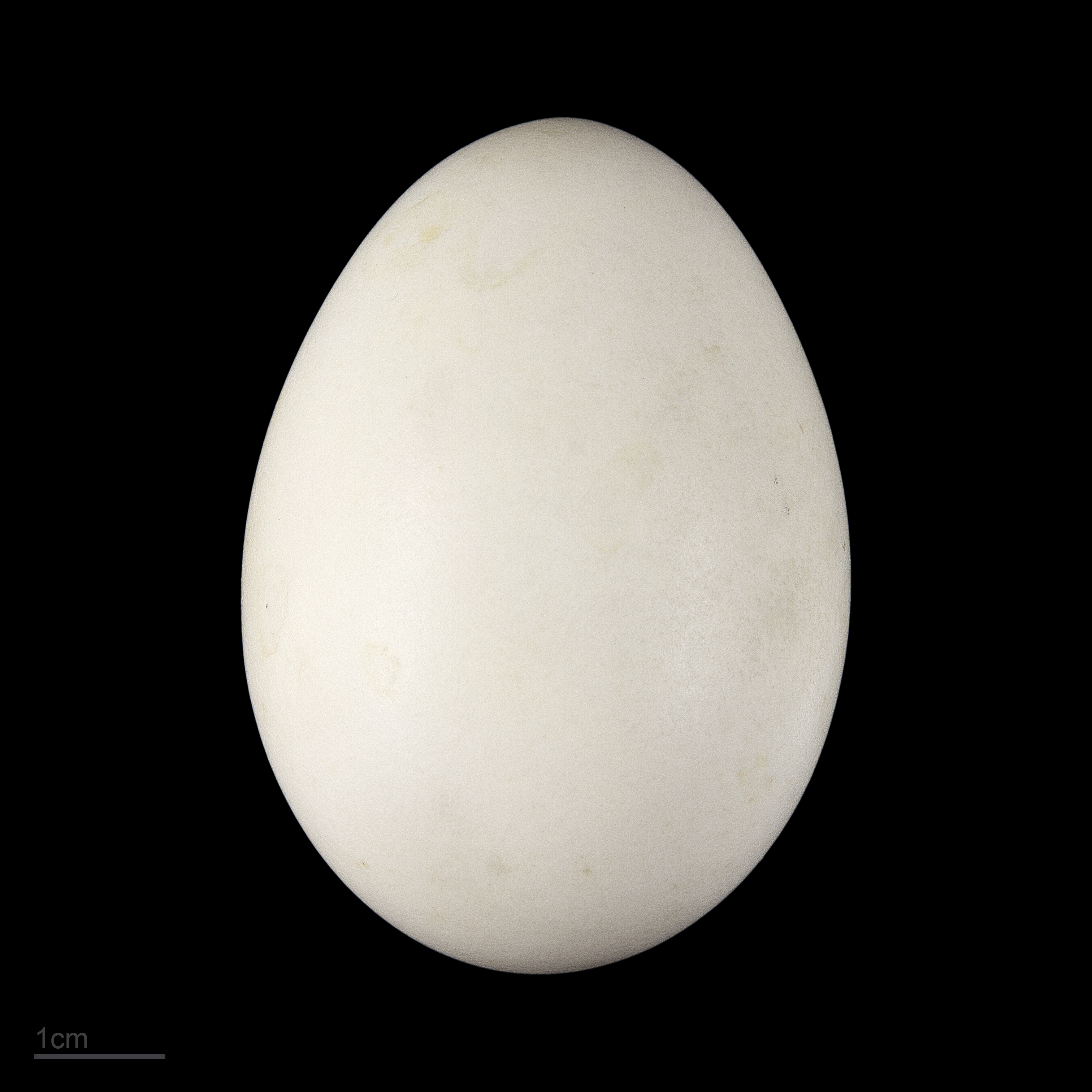
Pygoscelis papua - MHNT

O pinguim-gentoo é uma das três espécies de pinguim do género Pygoscelis e a ave mais rápida do planeta debaixo de água, alcançando os 36 km/h. A origem do seu nome é incerta mas pensa-se ter sido usada no século XVIII por portugueses e ingleses para referir-se à vários grupos étnicos, provávelmente como termo depreciativo para hindus. Tem sido especulado que a sua mancha branca na cabeça se terá parecido com um turbante.

## Características
É facilmente reconhecido pela mancha branca que lhe percorre a cabeça e pelo bico de um laranja vivo.
Mede de 75 a 90 cm de altura, fazendo dele o terceiro maior pinguim, atrás apenas das duas espécies gigantes, o pinguim-imperador e o pinguim-rei. Os machos pesam entre os 8.5 kg e os 5.5 kg e as fêmeas entre os 7.5 kg e os 5 kg

## Reprodução
Os pinguins-gentoo reproduzem-se em muitas ilhas sub-antárticas, mas as principais colónias encontram-se nas Malvinas, Geórgia do Sul e ilhas Kerguelen. Populações menores podem ser encontradas na ilha Macquarie, Ilha Heard e Ilhas McDonald, Ilhas Shetland do Sul e Península Antártica.
A população reprodutora total é estimada em mais de 300 000 pares.
Os ninhos são feitos de pedras empilhadas numa formação circular e atinge os 20 cm de altura e 25 de diâmetro. Estes são geralmente alvo de barulhentas disputas que chegam frequentemente à agressão. Tal é a importância que estas aves dão ao ninho que um macho pode conseguir certos favores de uma fêmea só pelo facto de lhe dar uma boa pedra.
Os ovos pesam 500 g e os pais partilham a sua incubação. Os ovos eclodem entre o 34º e o 36º dia. As crias permanecem nos ninhos por trinta dias até formarem creches e entre os 80 e os 100 dias já vão para o mar.

## Alimentação e Predação
Alimentam-se de crustáceos como krill, lulas e peixe, embora este só ocupe 15% da sua dieta.
Na água servem de alimento a leões-marinhos, focas-leopardo e orcas. Em terra não há predadores de um pinguim-gentoo adulto, mas outras aves comem os seus ovos e crias